# Кучинский, Михаил Иванович
Михаил Иванович Кучинский (белор. Міхаіл Iванавіч Кучынскi; 23 февраля 1911 — 1 января 1995) — участник Великой Отечественной войны, заместитель командира эскадрильи 218-го штурмового авиационного полка 299-я штурмовая авиационная дивизия, 16-я воздушная, 1-й Белорусский фронт, гвардии капитан, Герой Советского Союза.

## Биография
Родился 23 декабря 1911 года в деревне Присно Российской империи (ныне Могилёвского района Могилёвской области) в семье крестьянина. Белорус.
Окончил 9 классов, затем учился в Могилёвском химико-технологическом институте.
Работал на шелкопрядной фабрике.
В Красной Армии с 1932 года. В 1934 окончил Тамбовскую военно-авиационную школу лётчиков. В действующей армии — с января 1943. В ходе Великой Отечественной войны участвовал в освобождении Гомеля, Жлобина, Бобруйска, Слуцка.
Заместитель командира эскадрильи 218-го штурмового авиационного полка капитан Михаил Кучинский к августу 1944 года произвёл 93 успешных боевых вылета, уничтожил 2 танка, 52 автомашины, 6 орудий, 7 самолётов на аэродромах, 2 склада. Всего за время войны отважный лётчик совершил 210 боевых вылетов.
Член КПСС с 1944 года. В 1947 году окончил Высшие офицерские лётно-тактические курсы.
С 1959 года подполковник Кучинский — в запасе. Жил в городе Ростов-на-Дону. До 1978 года работал начальником штемпельно-гравёрного цеха на заводе.
Умер 1 января 1995 года. Похоронен в Ростове-на-Дону.

## Награды
- Указом Президиума Верховного Совета СССР от 23 февраля 1945 года Михаилу Ивановичу Кучинскому присвоено звание Героя Советского Союза с вручением ордена Ленина и медали «Золотая Звезда».
- Награждён четырьмя орденами Красного Знамени, орденами Александра Невского, Отечественной войны 1-й и 2-й степеней, Красной Звезды, а также медалями.